# Frisado

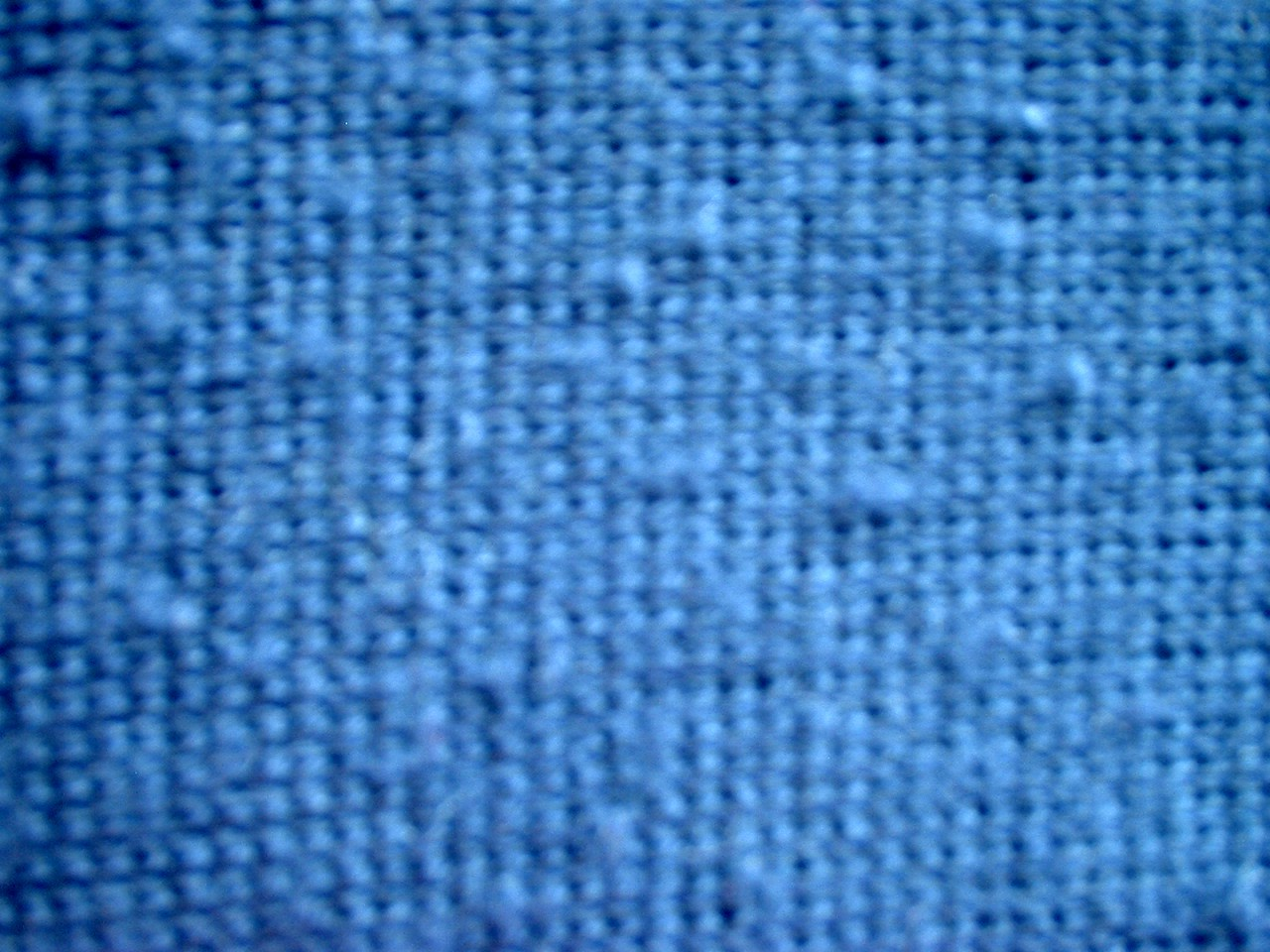
Frisado en un tejido de punto.

El frisado (en inglés pilling) es el fenómeno por el cual se forman en la superficie de los tejidos, y durante su uso, pequeños nudos o bolitas que pueden restar valor estético de los elementos (prendas de vestir, ropa de casa, etc.) realizados con ellos.
Es frecuente en tejidos con fibras naturales como la lana, el cachemir o la seda. A pesar del aspecto exterior del tejido —las bolitas no favorecen la estética de la prenda—, no indica una baja calidad del mismo; es un fenómeno natural e inevitable. No existe ningún remedio eficaz para evitar el frisado, aunque se puede disminuir o retrasar con una esmerada protección al roce intensivo. Por ejemplo, en el caso de las prendas de vestir es importante evitar el roce con los complementos (collares, pulseras, bolsos, etc), piezas que suelen ser móviles y generan una fricción constante con las otras prendas.
El frisado, también conocido en algunos países como moteo, se produce por el roce de las fibras que componen los tejidos. La permanencia de las bolitas depende de la resistencia de las fibras; en tejidos de fibras 100% naturales se desprende tirando suavemente de los nudos. Existen en el mercado diversos instrumentos, manuales o eléctricos para la eliminación de las bolitas y pelusa pero con funcionalidad limitada.

## Cuidado de las prendas de tejidos naturales
Para el mejor cuidado de los tejidos naturales y su conservación algunas recomendaciones básicas son:
- Es preferible realizar limpieza en seco en tintorerías.
- Puede ser lavada con especial cuidado en agua fría y con muy poco jabón o bolas cerámicas para el lavado de ropa.
- El lavado debe ser realizado independientemente sin mezclar con prendas de otro tipo y de mayor peso
- No se deben retorcer.
- Secar en posición horizontal y con una base suficiente, sin descolgamientos.
- Secar al aire, sin fuentes externas de calor.
- No utilizar nunca secadoras.
- Planchar sólo si es imprescindible y hacerlo con vapor ajustando la plancha a la temperatura para prendas muy delicadas.
- Planchar por el revés y sin presionar para evitar la aparición de brillos.